# Tudorița Chidu
Tudorița Chidu (n. 17 octombrie 1967, Amara, România) este o fostă alergătoare română pe distanțe medii.

## Carieră
Este o fostă atletă de performanță, specializată în probele de alergări (400, 800 și 1500 m). Prima ei performanță notabilă a fost medalia de argint cucerită la Jocurile Balcanice din 1988 de la Ankara la proba de 800 m. La Campionatul Mondial în sală din 1989 de la Budapesta s-a clasat pe locul 7. În anul 1990 ea a obținut locul 5 la Campionatul European în sală de la Glasgow și locul 6 la Campionatul European de la Split.
La Campionatul Mondial în sală din 1991 de la Sevilla Tudorița Chidu a câștigat medalia de bronz la proba de 1500 m. În același an a participat la Campionatul Mondial de la Tokyo, dar nu a reușit să avanseze în semifinală. La Campionatul European în sală din 1992 de la Genova a obținut locul 4, a fost devansată de coechipiera sa Doina Melinte, care și-a adjudecat bronzul.
La Campionatul European în sală din 1994 de la Paris a obținut locul 7. În anul următor, la Campionatul Mondial de Cros de la Durham s-a clasat pe locul 22, iar cu echipa României (Gabriela Szabo, Tudorița Chidu, Elena Fidatov, Iulia Negură) a obținut medalia de bronz.
Tudorița Chidu este cetățean de onoare al orașului Amara și o sală de sport este numită în cinstea ei. În 2004 a fost decorată cu Medalia „Meritul Sportiv” clasa I.

## Realizări
| An   | Competiție                   | Locație               | Loc | Eveniment | Note    |
| ---- | ---------------------------- | --------------------- | --- | --------- | ------- |
| 1989 | Campionatul Mondial în sală  | Budapesta, Ungaria    | 7   | 800 m     | 2:02,85 |
| 1990 | Campionatul European în sală | Glasgow, Regatul Unit | 5   | 800 m     | 2:02,88 |
| 1990 | Campionatul European         | Split, Iugoslavia     | 6   | 800 m     | 1:59,09 |
| 1990 | Campionatul European         | Split, Iugoslavia     | 11  | 4x400 m   | 3:52,34 |
| 1991 | Campionatul Mondial în sală  | Sevilla, Spania       | 3   | 1500 m    | 4:06,27 |
| 1991 | Campionatul Mondial          | Tokyo, Japonia        | 22  | 800 m     | 2:03,81 |
| 1992 | Campionatul European în sală | Genova, Italia        | 4   | 1500 m    | 4:08,30 |
| 1994 | Campionatul European în sală | Paris, Franța         | 7   | 1500 m    | 4:12,13 |
| 1995 | Campionatul Mondial de Cros  | Durham, Regatul Unit  | 22  | 6,47 km   | 21:19   |
| 1995 | Campionatul Mondial de Cros  | Durham, Regatul Unit  | 3   | echipe    | 21:19   |

## Recorduri personale
| Probă          | Performanță | Dată              | Locație |
| -------------- | ----------- | ----------------- | ------- |
| 800 m          | 1:57,64     | 16 iulie 1988     | Ankara  |
| 1500 m         | 4:05,69     | 30 mai 1990       | Sevilla |
| 800 m în sală  | 2:01,80     | 20 februarie 1988 | Moscova |
| 1500 m în sală | 4:06,27     | 10 martie 1991    | Sevilla |